# U Got the Look
U Got the Look es una canción del músico estadounidense Prince. Abre el segundo disco del álbum doble de Prince, 1987 Sign o' the Times , y se convirtió en el sencillo final del álbum.
Musicalmente, la canción es una canción estándar de 12 compases, con énfasis en el contraste entre los ritmos heavy drum de una caja de ritmos LinnDrum y la percusión en vivo de Sheila E. , y un sonido de guitarra completamente saturado y completamente distorsionado . Aunque no se acredita en el lanzamiento único, la canción también presenta a la artista de grabación escocesa Sheena Easton , que canta con Prince. Prince canta con su voz "Camille" acelerada, aunque la canción no fue pensada para el álbum de Camille . Las letras recitan la familiar frase "Niño contra niña en la Serie Mundial de amor". (Casualmente, la Serie Mundial llegó a la ciudad natal de Prince, Minneapolis, unos meses después de la publicación de la canción).
El video musical de la canción con Sheena Easton fue filmado en París, Francia, y fue dirigido por el director de videos musicales estadounidense David Hogan. Todo el video lo retrata como una secuencia de sueños de Prince, dormitando en su camerino. En los Estados Unidos , el sencillo fue al número 2 en el recuento de singles Billboard Hot 100, la semana del 17 de octubre de 1987, solo detrás de " Lost in Emotion " de Lisa Lisa y Cult Jam . El sencillo se mantuvo en el top 10 de la tabla durante seis semanas.
La versión extendida de la canción (llamada "Long Look") es similar al video, pero tiene una sección musical adicional en el medio de la canción con la voz de Sheena Easton, y continúa durante unos segundos más en lugar de desvanecerse al final . El "Long Look" fue incluido en el álbum de compilación Ultimate en 2006.
El lado B del sencillo fue la canción del álbum, " Housequake " , influenciada por P-funk . La canción fue considerada para su lanzamiento como el primer single del álbum inédito Camille, y por lo tanto, podría decirse que ocupa un lugar de importancia en la historia del álbum de Prince, teniendo en cuenta los eventos que siguieron a la creación de la canción. El 12 "también incluía una extensión de la canción llamada" 7 Minutes Mo'Quake ", que era una versión principalmente instrumental con el final de la versión del álbum añadida. La remezcla es notable para algunos de la trompeta de Atlanta Blisssolos, que a menudo se incluyeron en versiones en vivo de la canción. Las versiones filtradas de una "versión original" sin editar (a menudo llamada "Mezcla de Camille") se pueden obtener en Internet. Al escucharlos quedó claro que la canción requería cambios significativos en la composición antes de llegar a la versión del álbum, que ahora es favorita de los fanes, y que a menudo se consideraba una de las canciones más destacadas del álbum.